# أوجين جيلارد
أوجين جيلارد (بالفرنسية: Eugène Gaillard)‏ هو مهندس معماري فرنسي، ولد في 31 يناير 1862 في باريس في فرنسا، وتوفي بنفس المكان في 1933.

## وصلات خارجية
- أوجين جيلارد على موقع الموسوعة البريطانية (الإنجليزية)